# Javier de Nicoló

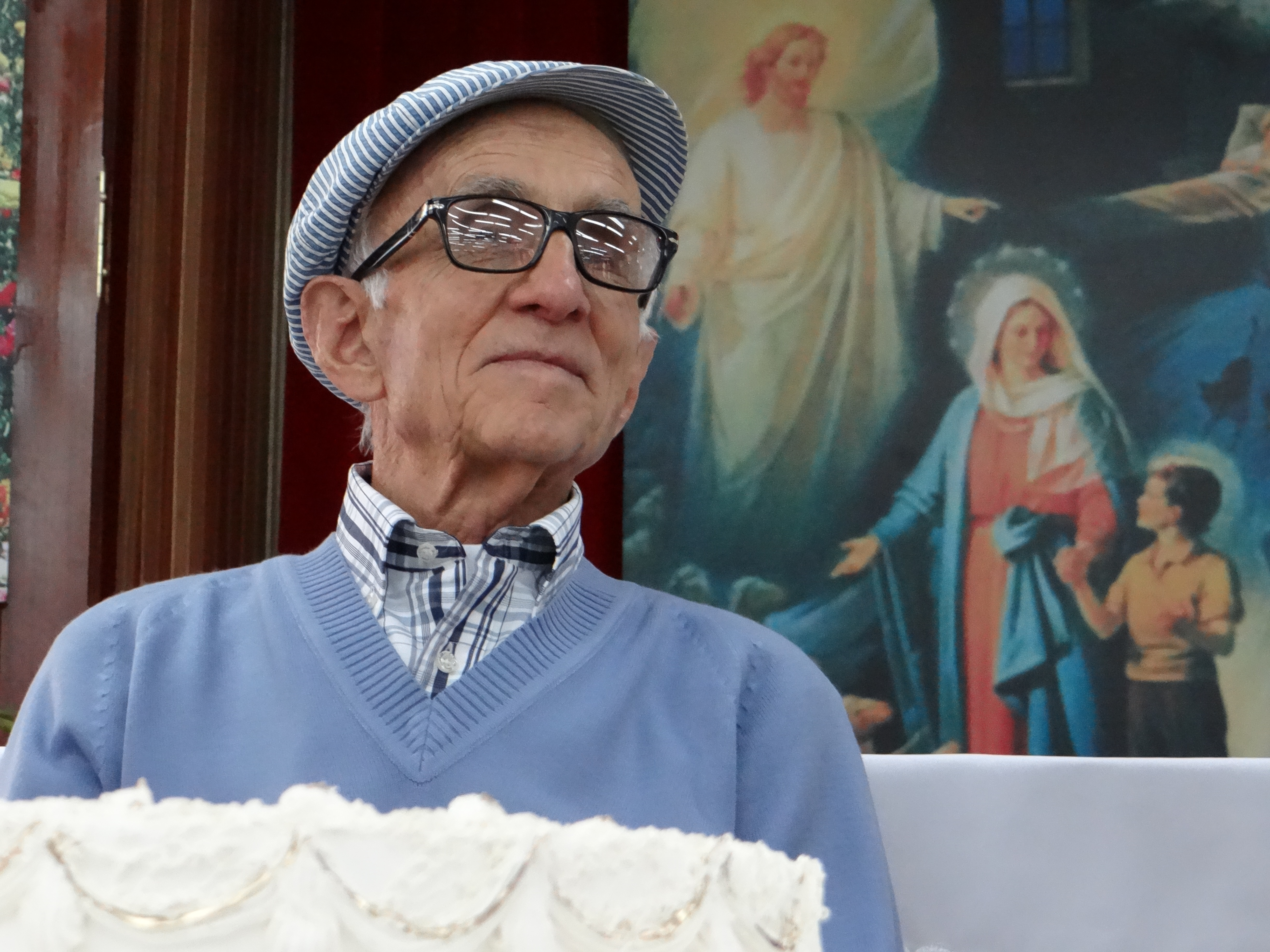
Javier de Nicoló en 2013

Javier De Nicoló (Bari, 29 de abril de 1928-Bogotá, 22 de marzo de 2016), o Saverio (Javier) De Nicolò, era un italiano de nacimiento, naturalizado colombiano y sacerdote salesiano, quién desarrolló un programa que ha ofrecido educación y protección a más de 40 mil jóvenes para llegar a ser ciudadanos productivos. El padre Javier De Nicoló recibió numerosas distinciones en el trascurso de su vida. UNICEF fue una de las organizaciones que rindió tributo al padre Javier De Nicoló. De Nicoló recibió también la Orden de Boyacá (el más alto honor de Estado en Colombia).

## Vida
Javier de Nicoló nació en Bari, Italia en 1928, siendo el menor de seis hijos en la familia de Nicolò Lattanzi. Su padre fue herido tres veces durante la I Guerra mundial y murió cuándo Javier era todavía un niño. Durante la II Guerra mundial, Javier prosiguió su formación vocacional en las instalaciones de un matadero, después de que bombardeos destruyeran su instituto. En octubre de 1949, como seminarista, Javier de Nicoló llegó a Buenaventura, Colombia un año después del Bogotazo. Javier de Nicoló fue ordenado sacerdote el 28 de octubre de 1958.
Javier de Nicoló dedicó su vida en la planificación y desarrollo de proyectos para la rehabilitación y educación de miles de niños de la calle, especialmente en las ciudades de Bogotá, Bucaramanga y Barranquilla. Tuvo la determinación de vivir hasta el fin su resolución: "la experiencia mejor en el mundo es para servir humanidad."
UNICEF publicó el libro "Niños de la Calle", sobre su trabajo y vida, para recibir honores en Washington el 25 de octubre de 2001. Javier recibió la medalla "Premio Humanitario Ivy" por toda una vida de éxitos humanitarios, creados para promover y resaltar a quienes han hecho grandes contribuciones en bien de los niños. El padre Javier de Nicoló recibió distinciones incontables como el reconocimiento hecho por UNICEF y la Orden Estrella de la Solidaridad Italiana por parte del gobierno de Italia.
De Nicoló dirigió tanto el Instituto Distrital para la Protección de la Niñez y la Juventud (IDIPRON) y la organización no gubernamental que él fundó conocida como Fundación Servicio de Orientación Juvenil (FSJ). IDIPRON Ayuda a rescatar a niños de las calles.
Javier de Nicoló murió en Bogotá el 22 de marzo de 2016.